# Аксёнов, Алексей Николаевич
Алексе́й Никола́евич Аксёнов (1909—1962) — советский композитор, музыковед и педагог.

## Биография
Родился 1 марта (14 марта) 1909 года в деревне Липна Покровского уезда Владимирской губернии.
В 1931 году окончил Московскую консерваторию по классу композиции (ученик Н. С. Жиляева и Н. Я. Мясковского).

Член Союза Композиторов СССР с 1932 года, позже – председатель Комиссии по музыкальному народному творчеству Союза Композиторов СССР.
В 1937–1938 годах — музыкальный консультат киностудии «Союзмультфильм». В 1945-1946 — консультант организационо-творческого отдела Музфонда СССР .
В 1944—1950 работал младшим научным сотрудником кабинета народной музыки Московской консерватории им. Чайковского.

С 1951 года — преподаватель по классу специальной инструментовки, в 1951—1953 годах — заместитель директора по учебной и научной работе Музыкально-педагогического иннститута им. Гнесиных.
В 1943 году в составе делегации советских деятелей культуры приехал в Туву. Два года изучал тувинский музыкальный фольклор, создавая на его основе оригинальные музыкальные произведения — песни, танцы (в том числе для первых тувинских хореографических постановок Анатолия Шатина). Обобщил свои наблюдения в первом исследовании тувинской музыкальной культуры — монографии «Тувинская народная музыка» (опубликована в 1964).
Автор множества симфонических и концертных произведений, музыки для художественных фильмов.
Умер 15 мая 1962 года в Москве.

## Музыкальное наследие
- Симфония (1942)
- Лирическая сюита для симфонического оркестра (1940)
- Героическая увертюра для симфонического оркестра (1931)
- Тувинские эскизы для симфонического оркестра (1945)
- Тувинская рапсодия для симфонического оркестра (1947)
- Концерты для фортепиано с оркестром (1933)
- Концерт для флейты с оркестром на тувинские темы (1944)
- Лирическая сюита для малого симфонического оркестра (1944—1945)
- Сюита из музыки к мультфильмам (1947)
- Две пьесы для духового оркестра на народные темы (1933)
- Сюита «Подмосковные хороводы» для оркестра русских народных инструментов (1947)
- Сюита «Из донских песен» для оркестра русских народных инструментов (1948)
- Сюита на русские народные темы для оркестра русских народных инструментов (1952)
- Сюита «Болгарская хороводная» для оркестра русских народных инструментов (1954)
- Сюита «Северные песни» для оркестра русских народных инструментов (1954)
- Увертюра для оркестра русских народных инструментов (1955)
- Концертный вальс для оркестра русских народных инструментов (1955)
- Приветственная увертюра для оркестра русских народных инструментов (1955)
- Две сюиты для квинтета струнных и духовых инструментов (1929)
- Соната для фортепиано (1937)
- Сонатина для фортепиано (1929)
- Двенадцать тувинских песен для голоса и фортепиано (1944)
- Обработка цикла русских народных песен для голоса с оркестром (1947), для разных составов (1947—1951).

Музыка в кино и мультипликации
- 1936 — В Африке жарко (мультфильм)
- 1937 — Серебряный дождь (мультфильм)
- 1937 — Сладкий пирог (мультфильм)
- 1938 — Трудолюбивый петушок и беспечные мышки (мультфильм)
- 1939 — Боевые страницы (мультфильм)
- 1939 — Победный маршрут (мультфильм)
- 1942 — Киноцирк (мультфильм)
- 1946 — Орлиное перо (мультфильм)